# Дракункулијаза
Дракункулијаза, позната и као болест гвинејског црва (GWD), инфекција је изазвана гвинејским црвом. Особа постаје заражена када попије воду која садржи водене буве заражене ларвомларвама гвинејског црва. У почетку нема симптома. Око годину дана касније, особа развија горући осећај бола док женка црва формира плик у кожи, обично на доњим екстремитетима. Затим у наредних неколико седмица црв излази из коже. Током овог времена, може бити тешко ходати или радити. Врло је неубичајено да болест проузрокује смрт.
Људи су једина позната врста која се може заразити гвинејским црвом. Црв је широк од један до два милиметра и одрасла женка је дуга 60 до 100 центиметара (мушке јединке су много краће). Ван људског тела јаја могу преживети до три недеље. Водене буве их морају појести пре тога. Ларве у воденим бувама може преживети до четири месеца. Стога се болест мора појавити сваке године код људи да би остала на подручју. Дијагноза болести се обично може поставити на основу знакова и симптома болести.
Превенција се врши раним откривањем болести а затим спречавањем заражене особе да стави рану у воду за пиће. Други напори укључују: побољшање приступа чистој води и филтрирање воде ако није чиста. Често је довољно филтрирати воду кроз платно. Заражена вода за пиће се може третирати хемикалијом званом темефос која убија ларве. Против болести не постоји лек ни вакцина. Црв се може полако уклонити током неколико недеља намотавањем на штапић. Чиреви које формира црв који излази се могу заразити бактеријама. Бол може трајати неколико месеци док се црв не уклони.
Године 2013, било је 148 пријављених случајева болести. То је смањење са 3,5 милиона случајева 1986. године. Болест постоји само у 4 земље у Африци, што је смањење са 20 земаља 1980-их година. Земља која је највише погођена је Јужни Судан. Ово ће вероватно бити прва паразитарна болест која ће бити искорењена. Болест гвинејског црва је позната од древних времена. Помиње се у египатском медицинском Еберсовом папирусу, који потиче из 1550. п. н. е. Назив дракункулијаза је изведена из латинског "повреда изазвана малим змајевима ", док се назив "гвинејски црв" појавио након што су Европљани видели болест на гвинејској обали западне Африке у 17. веку. Врсте сличне гвинејским црвима проузрокују болест код других животиња. Изгледа да ове животиње не преносе заразу на људе. Болест је класификована као занемарена тропска болест.